# Rudolf Wewerka

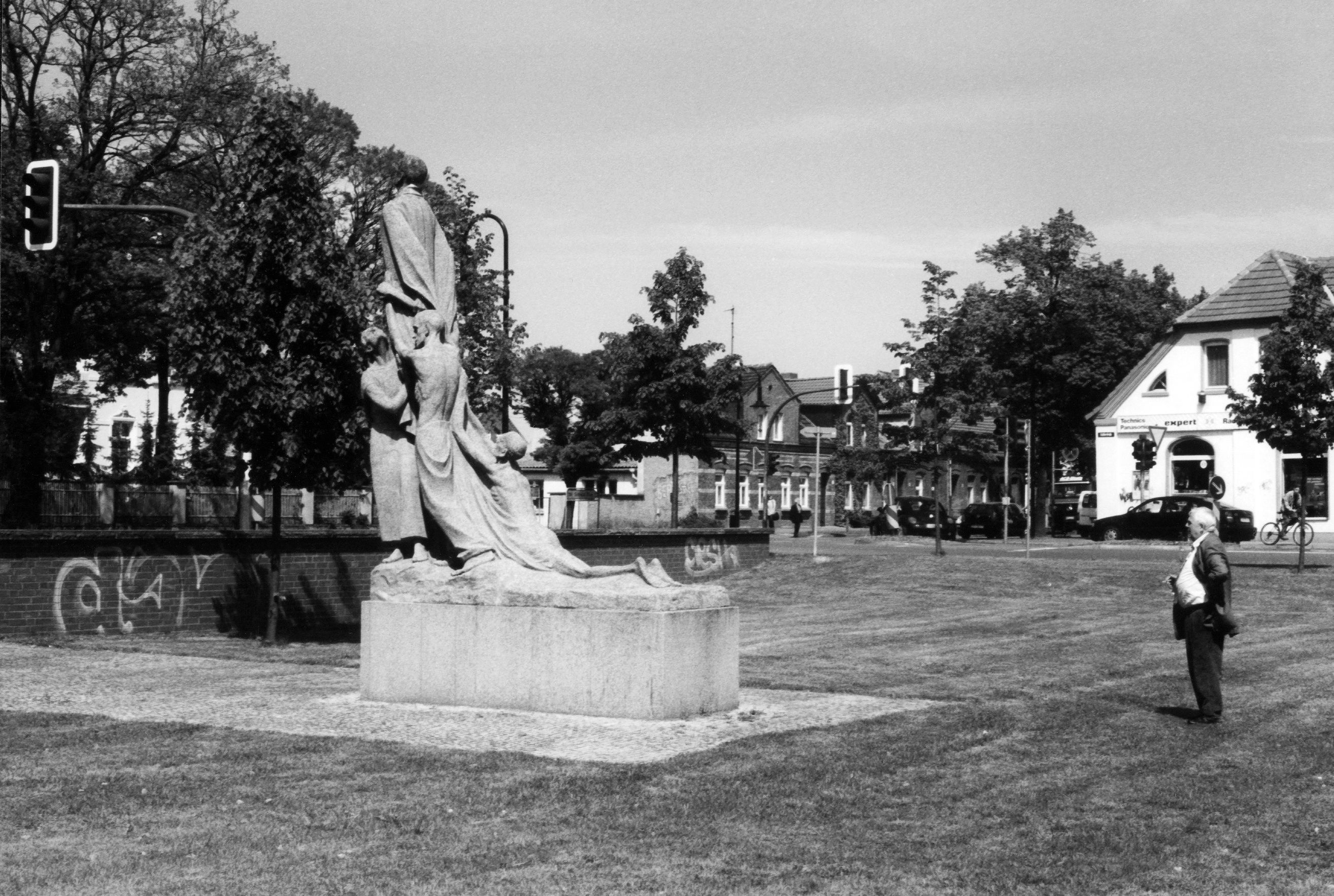
Mahnmal für die Opfer des Faschismus in Gardelegen (1950)

Rudolf Wewerka (* 27. August 1889 in Albrechtsdorf, Österreich-Ungarn; † 28. Juni 1954 in Magdeburg) war ein deutscher Bildhauer und Künstler.

## Leben
Wewerka war der Sohn des Malers und Keramikers Joseph Wewerka. 1901 wanderte die Familie nach Höhr-Grenzhausen aus. Dort studierte er bei Ernst Barlach an der Fachschule für Keramik. Um 1907 war er in einem Keramikunternehmen in Bonn tätig und wechselte später an die Kunstgewerbeschule Düsseldorf. Ab 1914 studierte er Bildhauerei an der Staatlichen Hochschule für Angewandte Kunst in Berlin. Nach der Teilnahme als Soldat am Ersten Weltkrieg lebte Wewerka ab 1918 in Magdeburg und gehörte zu den Mitbegründern der spätexpressionistischen Künstlervereinigung „Die Kugel“. Dort freundete er sich mit Bruno Taut, Karl Krayl und Bruno Beye an. 1933 erhielt Wewerka Berufsverbot und zog in die Lüneburger Heide, wo er u. a. mit dem Gartenarchitekten Heinrich Nachtweh arbeitete. Nach 1945 schuf er Wandbilder, Plastiken und Denkmäler. Erhalten sind das Mahnmal für die Opfer des Faschismus in Gardelegen (1950) und das Karl-Marx-Denkmal in Wernigerode von 1953.
Er war der Vater des deutschen Künstlers Stefan Wewerka und Stiefvater des Politikers Werner Steffens.

## Ausstellungen (Auswahl)
- 1953: Dritte Deutsche Kunstausstellung, Dresden
- 1959: Neues Leben – Neue Kunst. Ausstellung des VBK, Bezirk Magdeburg, zum 10. Jahrestag der Gründung der DDR, Magdeburg
- 2001: Georg-Kolbe-Museum, Berlin
- 2013: Forum für Gestaltung, Magdeburg